# Kislégi Kálmán
Kislégi Kálmán (szül. Korschill, Budapest, 1916. június 3. – Budapest, 1981. augusztus 31.) vízilabdázó, szakedző.

## Életpályája
Vezetékneve eredetileg Korschill, melyet a későbbiekben Kislégire változtatott. 1939-1952 között kilencszeres magyar bajnok. 1938-ig a III. kerületi Torna és Vívó Egylet (TVE), 1938-tól 1949-ig az Újpesti UTE, 1950-től 1953-ig a Bp. Dózsa vízilabdázója. 1935 és 1949 között 32-szeres válogatott. 1938-ban a londoni Európa-bajnokságon az első, 1947-ben a monte-carlói Európa-bajnokságon a negyedik helyezett csapat tagja volt. 1949-től edzősködött. A Tungsram Rt. munkatársa, osztályvezetője volt.

## Eredményei
- Európa-bajnokság
  - bajnok (1938)
- Magyar bajnokság
- Magyar kupa
  - győztes (1948, 1951, 1952)

## Díjai, elismerései
- A Magyar Népköztársaság kiváló sportolója (1951)[1]